# Диаш Рибейру, Сержиу Филипе
Сержиу Филипе Диаш Рибейру (порт. Sérgio Filipe Dias Ribeiro; род. 16 июня 1985, Порту) — португальский футболист, полузащитник.

## Биография
Воспитанник клуба «Педрас-Рубрас», где и начал свою профессиональную карьеру в третьем португальском дивизионе. Летом 2005 года перешёл в «Вихрен», выступавший в болгарской высшей лиги. Затем в его карьере были греческие клубы, за которые Сержио провел 88 матчей и забил 5 голов.
В январе 2011 года вернулся в Болгарию, где играл за пловдивский «Локомотив». 26 июля 2012 года Сержио дебютировал в матче Лиги Европы против голландского «Витесса», который закончился со счетом 4:4.
23 августа 2013 года на правах свободного агента перешёл в запорожский «Металлург».
С 2015 года играет в Греции.